# Natalja Butuzowa
Natalja Anatoljewna Butuzowa (ros. Наталья Анатольевна Бутузова, ur. 17 lutego 1954) – łuczniczka sportowa. W barwach ZSRR srebrna medalistka olimpijska z Moskwy.
Startowała w konkurencji łuków klasycznych. Zawody w 1980 były jej pierwszymi igrzyskami olimpijskimi. Po srebro, pod nieobecność sportowców z części krajów tzw. Zachodu, sięgnęła w rywalizacji indywidualnej. Na mistrzostwach świata w 1981 zwyciężyła indywidualnie i w drużynie. Na mistrzostwach Europy zdobyła pięć złotych medali, zwyciężała w obu konkurencjach – indywidualnej i drużynowej – w 1980 i 1982 oraz w drużynie w 1988. Brała udział w igrzyskach olimpijskich w 1988. Po zakończeniu kariery sportowej pracowała jako trener łucznictwa w Uzbekistanie, a później była trenerką reprezentacji Niemiec. 